# 長良製作
長良製作（日语：ながらプロダクション），是日本的藝能事務所。日本音樂事業者協會成員，社長神林義弘現時為該組織的常任理事。

## 歷史
1963年由原名「神林義忠」的企業家長良John所建立，最初取名「長良事務所」；為1987年會社改名為「廣濟堂製作」；1999年再改名為「長良製作」。。

## 簡介
現時為一家以日本演歌歌手及演員為主的經理人公司。其中演歌部旗下雖然只有六位歌手，但因擁有超強人氣的冰川清志、水森香織及曾為AKB48成員的岩佐美咲，另外亦擁有實力派的田川壽美及山川豐，因此很快便為人所認識。
现任社长为神林义弘，是長良John的長子。而會長一職，長良John則自2003年起一直擔任會長。但2012年5月2日，長良John於美國因意外而去世，繼後亦一直未有公佈接任人選。
2000年起於每年四月的第一周，同一会社系列的歌手会共同进行「夜樱演歌祭」的活动，每年揀選東京23區中的其中一區舉行。2007年變為逢新年時期的《新春演歌祭》及夏季時段的《演歌祭》。

## 所屬藝人

### 演歌歌手
- 山川豐（日语：山川豊）
- 田川壽美
- 水森香織
- 岩佐美咲（前AKB48成員）
- 隼 (合唱組合)（日语：はやぶさ (コーラスグループ)）
- 辰巳悠人（日语：辰巳ゆうと）

### 演員
- 中村玉緒
- 萩野崇（日语：萩野崇）
- 大信田禮子（日语：大信田礼子）
- 古馳裕三（日语：グッチ裕三）
- 佐佐木功
- 高橋步美（日语：高橋あゆみ）
- 白瀧松莉（日语：白滝まつり）（舊藝名：Sheene茜）
- 中谷理菜
- 財木琢磨（日语：財木琢磨）（舊藝名：財木琢未）
- 山咲光一（舊藝名：山崎光一）
- 那月千隼
- 水瀬梨乃
- 西村信彰

### 童星
- 高世浩志
- 山口音
- 山口連

## 相關公司（長良集團）
- ONE-PAIR（ワン・ペアー）
- A&A（エイ・アンド・エイ）
- JYK企业（ジェイ・ワイ・ケイ・コーポレーション）
- クレイドル
- 長良音樂出版社

## 外部連結
- 長良製作公式網站 （页面存档备份，存于）